# Манякин, Сергей Иосифович
Серге́й Ио́сифович Маня́кин (7 ноября 1923, Родниковское, Арзгирский район, Ставропольский край — 4 января 2010, Москва) — советский и российский партийный и государственный деятель.
Ветеран Великой Отечественной войны, первый секретарь Омского обкома КПСС, почётный гражданин города Омска, член ЦК КПСС, депутат Верховного Совета СССР, депутат Государственной Думы РФ.

## Биография
Родился в крестьянской семье, русский, работал в колхозе.
- В 1941 году курсант Краснодарского артиллерийского училища.
- 1941—1942 гг. — красноармеец 12-й особой артиллерийской бригады Крымского фронта.
- 1942—1943 гг. — находился на лечении в тыловых госпиталях, комиссован по ранению.
- 1943—1944 гг. — директор семилетней школы в Будённовском районе Ставропольского края.
- 1944—1948 гг. — студент Будённовского сельхозинститута. Член ВКП(б) с 1945.
- 1948—1957 гг. — старший агроном, директор МТС Будённовского района, директор Арзгирской МТС, председатель колхоза «Родина» Арзгирского района.
- 1957—1960 гг. — заведующий сельскохозяйственным отделом Ставропольского крайкома КПСС.
- 1960—1961 гг. — председатель Ставропольского краевого исполкома Совета народных депутатов.
- 1961 г. — инспектор ЦК КПСС.
- 1961—1987 гг. — первый секретарь Омского обкома КПСС. Был назначен на эту должность по личному распоряжению Н. С. Хрущёва в связи с неудовлетворительным положением дел в сельском хозяйстве области. Поставил рекорд по пребыванию на этом посту. Руководил областью в период активного роста города, связанного с развитием нефтеперерабатывающего комплекса, строительством новых заводов в городе Омске, интенсивным развитием экономики и агропромышленного комплекса Омской области. Дом в центре города (улица Спартаковская, 13), где он жил, до сих пор известен в народе как «манякинский».
- 1987—1989 гг. — председатель Комитета народного контроля СССР.
- 1989—1990 гг. — первый заместитель председателя Комитета партийного контроля при ЦК КПСС.

Член ЦК КПСС в 1961—1990, депутат Верховного Совета СССР 6—11 созывов (1966—1989) от Омской области, народный депутат СССР.
С 1990 г. на пенсии.
Депутат Государственной Думы РФ (1995—1999).
Скончался на 87-м году жизни 4 января 2010 года. Похоронен на Троекуровском кладбище.

## Награды
- Герой Социалистического Труда (1983)
- пять орденов Ленина
- орден Октябрьской Революции
- орден Отечественной войны 1-й и 2-й степеней
- орден Трудового Красного Знамени

## Память

Бюст Манякину Сергею Иосифовичу в Омске

В 1998 году С. И. Манякину присвоено звание почётного гражданина города Омска.
Бюст С. И. Манякина был открыт 7 ноября 2013 года в Омске возле дома на Спартаковской, 13. Его открывали губернатор Омской области Виктор Назаров и мэр города Омска Вячеслав Двораковский.
В 2010 году С. И. Манякину присвоено звание «Почётный гражданин Арзгирского муниципального района» (посмертно). В 2019 году на фасаде здания школы села Родниковского, в которой он учился, была установлена памятная доска.